# Psiche
La psiche, in psicologia, è l'insieme di funzioni emotive, affettive e relazionali dell'individuo che esulano dalla sua dimensione corporea e materiale. 
L'etimologia del termine (dal greco antico ψυχή?, psyché, connesso con ψύχω, "respirare, soffiare") si riconduce all'idea del "soffio", cioè del respiro vitale; presso i Greci designava l'anima, in quanto originariamente identificata con quel respiro.

## Descrizione
Metaforicamente la parola psiche fa riferimento a un'astrazione concettuale, che include al suo interno componenti diverse, quali facoltà conoscitive, intellettive e razionali come la coscienza, ma anche fattori irrazionali come la dimensione istintuale e la dimensione del profondo (inconscio) o il concetto filosofico-religioso di anima. Con il termine mente si identificano invece le sole funzioni superiori cognitive con esclusione della dimensione istintuale e inconscia del profondo. 
Le caratteristiche o funzioni psichiche variano da individuo a individuo determinando la sua personalità, che a sua volta determina il comportamento di adattamento cioè il proprio modo di reagire/interagire con l'ambiente.

## Storia del concetto

### In filosofia
Il termine "psiche" (in greco ψυχή, psūkhē) nasce nell'antica poesia greca e Omero la vede come qualcosa che caratterizza ogni singolo individuo e che abbandona il corpo, fuoriuscendo dalla bocca, oppure da una grave ferita, nel momento della morte. In quanto "soffio vitale", cioè anemos, è stato poi quasi automatico tradurlo con anima nella tradizione filosofica posteriore. Il concetto è ripreso da Aristotele e da lui meglio definito e teorizzato come causa della vita, cioè "forma" del corpo. 
Nella concezione platonica l'anima "cade " nel corpo dall'iperuranio o mondo delle idee e la conoscenza è dovuta al ricordo, reminiscenza dell'anima di tutte le idee che ha contemplato in quella dimensione metafisica, a-spaziale, a-temporale, puramente spirituale.
A questa anima individuale Platone affianca un'anima universale, come già le tradizioni orientali prima di lui come i Veda, le tradizioni egizia, orfica e pitagorica. Tale anima universale è infusa nel mondo dal Demiurgo che la plasma a partire dai quattro elementi: terra, acqua, aria e fuoco.
Con Plotino e i neoplatonici, l'anima viene concepita con un aspetto sia trascendente che immanente, viene riconosciuta come forma del corpo ma anche come elemento autonomo e preesistente ad esso.
Secondo la concezione neo-platonica, la psiche o anima, di un organismo è più di tutte le sue parti insieme, è un'unità indivisibile e preesistente.
È il concetto di anima mundi ripreso da Campanella per il quale ogni essere vivente è animato e tendente contemporaneamente a un proprio fine e a una meta universale.
Leibniz con il suo concetto di Monade concilia la visione aristotelica di entelechia con quella platonica concependo che tutte le sostanze fossero costituite sia da particelle materiali che immateriali.
Il concetto è riformulato da Cartesio come "res cogitans" come elemento divino calato nell'uomo, contrapponendola al corpo quale "res extensa" e quindi parte della materia cosmica in generale. Dal XIX secolo in poi, con la nascita della psicologia, il concetto perde i significati mitici e religiosi, per assumere quello tecnico di "funzione" encefalica.
Il progresso della scienza in direzione riduzionista ha però portato a una diversificazione del concetto di psiche in base al concetto preso in considerazione.
Di volta in volta i vari ambiti culturali ed i vari pensatori hanno definito variamente la psiche, sottolineando maggiormente uno o più degli aspetti sopra indicati, per cui il termine oggi non è univoco. 
Se per gli antichi greci la psyché(ψυχή) era l'anima ed il "respiro vitale", nel corso del tempo col medesimo termine psiche ci si è altresì riferiti a tre concetti distinti, a seconda dell'ambito di considerazione:
- psiche come essenza spirituale, in ambito religioso;
- psiche come insieme delle facoltà mentali e conoscitive, in filosofia;
- psiche come complesso di funzioni non corporee, quale oggetto di studio della psicologia.

Contributi alla comprensione della psiche umana sono venute dai vari pensatori e filosofi appartenenti alle filosofie della vita da Thomas Hobbes a Arthur Schopenhauer, da Friedrich Nietzsche a Herbert Spencer ecc... mentre nell'ambito della letteratura mondiale molti letterati hanno precorso/intuito tali conoscenze all'interno delle loro opere artistiche.

### In psicologia
In ambito psicologico diversi sono gli autori che hanno fornito contributi rilevanti.
In Freud la psiche umana è un’entità complessa costituita da diversi sottosistemi o “luoghi psichici” distinti in conscio, preconscio e inconscio. Tale concezione si arricchisce poi dei concetti di Io, Es e Super-Io per la quale, l’Io o parte conscia della personalità si sviluppa mediando tra le istanze istintive dell’es e quelle morali del Super-Io.
Per William James padre della psicologia americana l’attività psichica è riconducibile a un “flusso di coscienza”, espressione dell’interazione tra organismo e ambiente.
Assagioli introdusse un concetto di Psyché che affiancasse all’inconscio freudiano anche un inconscio medio e soprattutto un super-conscio, luogo delle potenzialità più elevate di ordine spirituale, emanazione di un Sé Transpersonale trascendente la dimensione individuale.
Visione ripresa da Jung che a sua volta la espanse fino a concepire un inconscio collettivo, luogo degli archetipi, principi ordinatori della psiche.
Reich per primo ricondusse la Psyché al corpo teorizzando un’identità funzionale tra atteggiamenti mentali e atteggiamenti corporei, aprendo la strada ad una visione organismica in grado di integrare i piani corporeo, energetico, emotivo e mentale.
Perls mise l’accento sugli aspetti di auto-consapevolezza della Psyché calata nel qui ed ora.
Con Panikkar, che riprende in un certo senso Aristotele, possiamo tornare ad affermare che la psiche è in certo qual modo tutte le cose, in quanto anima, forma formante delle cose, logos, autos, pneuma, bios e soprattutto zoè, l’essenza, il flusso eterno delle cose.